# Диск з Мальяно

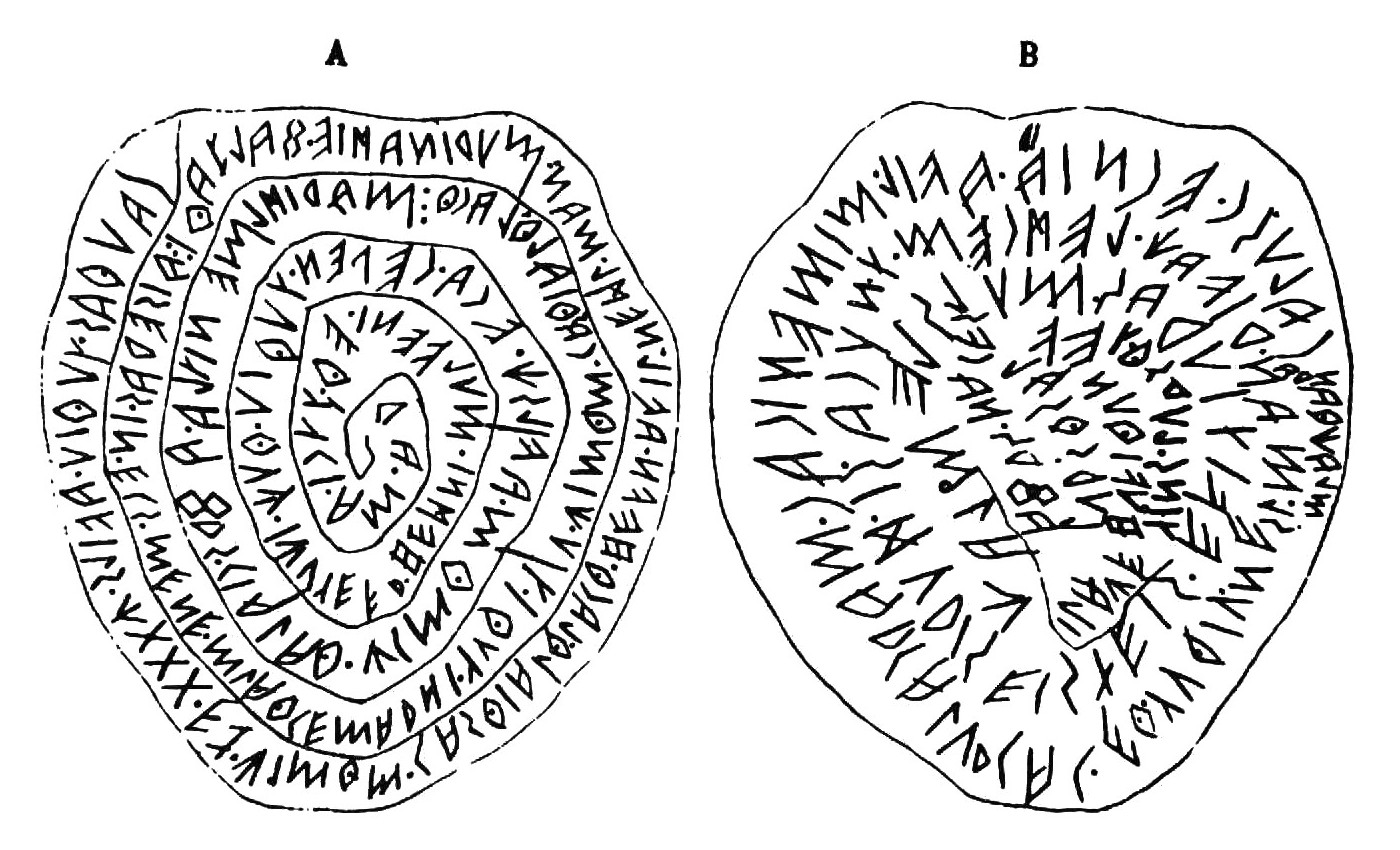
Табличка з Мальяно. V—IV ст. до н. е. Свинець. Археологічний музей. Флоренція

Диск з Мальяно, Табличка з Мальяно, Пластина з Мальяно (італ. Piombo di Magliano, точний переклад Свинець з Мальяно) — етруський виріб (CIE 5237 = TLE 359), свинцева пластина неправильної округлої форми, діаметром приблизно 8 см. 
Диск був знайдений на території муніципалітету Мальяно в Тоскані (провінція Гроссето) в 1883 р. і датується V—IV століття до н. е. Зберігається в Археологічному музеї Флоренції.
Спіралеподібний напис етруською мовою на обох сторонах диска читається від краю до центру і містить близько 70 слів, що відносить Пластину з Мальяно до числа найбільш довгих відомих етруських текстів. Інтерпретація напису показує, що в повідомленні йдеться, швидше за все, про норми для жертвоприношень етруським богам: Тіну, Марісу, Калу, Кантасу, прийнятих в цьому регіоні в той час.
За формою і виконанням Табличка з Мальяно нагадує знаменитий Фестський диск, після знахідки якого табличку часто стали називати Диском з Мальяно.